# 赤城元町
赤城元町（日语：／ Akagi-motomachi */?）是東京都新宿區的町名，不設丁番。2013年8月1日為止的人口有449人。郵遞區號為162-0817。

## 地理
位於新宿區東北部。北臨築地町與西五軒町，東接東五軒町與白銀町，南連神樂坂六丁目，西通矢來町與赤城下町。以赤城神社為中心，區內主要是包括公務員住宅在內的住宅區。

## 歷史
赤城元町是1947年新宿區成立時所設立的町名，1989年實施住居表示。

### 町名的由來
町名來自於本地中心的赤城神社。

## 交通
町域內沒有車站，可利用東京地下鐵東西線神樂坂站。

## 設施
- 東京都教育廳神樂坂廳舍
- 赤城神社
- 赤城出世稻荷神社

## 備註
1. ↑  『角川日本地名大辞典 13　東京都』、角川書店、1991年再版、P871
2. ↑  .   [2013-08-09]. （原始内容存档于2014-08-19）.

## 外部連結
- 新宿區役所（页面存档备份，存于）